# Correspondencia dS/CFT
En teoría de cuerdas, la correspondencia dS/CFT es un análogo en el espacio de de Sitter equivalente a la correspondencia AdS/CFT, propuesta originalmente por Andrew Strominger. En esta correspondencia, la frontera CFT conjeturada está en el futuro, y el tiempo es la dimensión emergente .